# Assane Thiam
Assane Thiam (22 novembre 1948) è un ex cestista senegalese.

## Carriera
Con il Senegal ha disputato i Giochi olimpici di Monaco 1972.